# Amstel Gold Race 2023
L'Amstel Gold Race 2023 est la 57e édition de cette course cycliste masculine sur route. Elle a lieu le 16 avril 2023 et fait partie du calendrier UCI World Tour 2023 en catégorie 1.UWT.

## Présentation
La course est organisée par la Fondation Amstel Gold Race (Stichting Amstel Gold Race). C'est une épreuve de l'UCI World Tour 2023 et la première des trois classiques ardennaises de la saison.

### Parcours
La course se compose d'un parcours habituel débutant par une partie en ligne suivie par trois boucles. 33 côtes sont à franchir. Les dernières sont le Keutenberg à 28 km de l'arrivée, le Cauberg à 17 km, le Geulhemmerberg à 14 km et le Bemelerberg à 7,3 km de l'arrivée.

### Équipes
| WorldTeams (18)- AG2R Citroën Team - Alpecin-Deceuninck - Astana Qazaqstan Team - Bahrain Victorious - Bora-Hansgrohe - Cofidis - EF Education-EasyPost - Groupama-FDJ - Ineos Grenadiers - Intermarché-Circus-Wanty - Jumbo-Visma - Movistar Team - Soudal Quick-Step - Arkéa-Samsic - Team DSM - Team Jayco AlUla - Trek-Segafredo - UAE Team Emirates ProTeams (7)- Israel-Premier Tech - Lotto Dstny - Q36.5 Pro Cycling Team - Team Flanders-Baloise - TotalEnergies - Tudor Pro Cycling Team - Uno-X Pro Cycling Team |
| |

### Favoris
Vainqueur entre autres du Tour des Flandres, le numéro 1 mondial de l'UCI le Slovène Tadej Pogačar (UAE Emirates) est le grand favori de la classique néerlandaise à laquelle Mathieu van der Poel, Wout van Aert, Jonas Vingegaard et Remco Evenepoel ne prennent pas part. Le Britannique Tom Pidcock (Ineos Grenadiers), lauréat sur les Strade Bianche et battu sur le fil (photo finish) en 2021 par van Aert fait aussi figure de favori sans oublier son coéquipier polonais Michał Kwiatkowski, le vainqueur de 2022. 
Les autres favoris ou outsiders sont le Français Benoît Cosnefroy (AG2R Citroën), troisième de la Flèche brabançonne quatre jours auparavant et deuxième de l'Amstel en 2022 après photo finish, son compatriote David Gaudu (Groupama FDJ), deuxième de Paris-Nice, l'Américain Neilson Powless (EF Education), le Portugais Rui Costa (Intermarché Circus Wanty), le Slovène Matej Mohorič (Bahrain Victorious), le Belge Tiesj Benoot et le Hongrois Attila Valter (Jumbo-Visma), le Néerlandais Bauke Mollema, le Danois Mattias Skjelmose et l'Américain Quinn Simmons (Trek Segafredo), le Colombien Sergio Higuita (Bora Hansgrohe), l'Espagnol Alex Aranburu (Movistar) ainsi que les Belges Quinten Hermans (Alpecin-Deceuninck) et Maxim Van Gils (Lotto Dstny).
Touché à un genou lors du Tour des Flandres, l'ancien double champion du monde Français Julian Alaphilippe (Soudal Quick-Step) déclare forfait le 11 avril.

## Récit de la course
L'échappée de sept coureurs formée depuis le début de la course est reprise à 115 kilomètres de l'arrivée par le peloton. Un nouveau groupe de onze hommes part en tête à 84 kilomètres du terme. Dans ce groupe d'attaquants, se trouvent deux des grands favoris du jour : le Slovène Tadej Pogačar (UAE Emirates) et le Britannique Tom Pidcock (Ineos Grenadiers) mais aussi Gianni Vermeersch (Alpecin-Deceuninck), Ben Healy (EF Education-EasyPost), Kevin Geniets et Lars van den Berg (Groupama-FDJ), Axel Zingle (Cofidis), Alexey Lutsenko (Astana), Stan Van Tricht (Soudal-Quick Step), Magnus Sheffield (Ineos Grenadiers) et Andreas Kron (Lotto-Dstny). Pendant de nombreux kilomètres, l'avantage des onze hommes de tête par rapport au peloton (réduit à la suite d'une chute) se stabilise aux alentours des trente secondes.
À 36 kilomètres de l'arrivée, une première accélération de Pogačar dans la côte de l'Eyserbosweg fait exploser le groupe. Pogačar est suivi par le seul Pidcock puis rejoint juste après le sommet par l'Irlandais Ben Healy. Dans le Keutenberg, à 28 km de l'arrivée, Pogačar accélère encore et lâche ses deux compagnons d'échappée pour désormais mener la course seul en tête. Après le sommet du Cauberg, lors de l'avant-dernier passage sur la ligne d'arrivée (16 km du terme), le Slovène compte un avantage de 30 secondes sur Pidcock et Healy. Dans la côte du Geulhemmerberg (14 km de l'arrivée), Ben Healy lâche Pidcock et part seul en poursuite derrière le Slovène. Mais Tadej Pogačar finit par augmenter son écart dans les dix derniers kilomètres et remporte la course en solitaire à Berg en Terblijt devant Ben Healy et Tom Pidcock qui résiste in extremis au retour d'Andreas Kron et d'Alexey Lutsenko.

## Classements

### Classement de la course
| \| Classement général \| Classement général \| Classement général \| Classement général \| Classement général \| \| Coureur \| Coureur \| Pays \| Équipe \| Temps \| \| ------------------ \| ------------------ \| ------------------ \| ---------------------- \| ------------------ \| \| 1er \| Tadej Pogačar \| Slovénie \| UAE Team Emirates \| 6 h 02 min 02 s \| \| 2e \| Ben Healy \| Irlande \| EF Education-EasyPost \| + 38 s \| \| 3e \| Tom Pidcock \| Royaume-Uni \| Ineos Grenadiers \| + 2 min 14 s \| \| 4e \| Andreas Kron \| Danemark \| Lotto Dstny \| + 2 min 14 s \| \| 5e \| Alexey Lutsenko \| Kazakhstan \| Astana Qazaqstan Team \| + 2 min 14 s \| \| 6e \| Andrea Bagioli \| Italie \| Soudal Quick-Step \| + 3 min 14 s \| \| 7e \| Maxim Van Gils \| Belgique \| Lotto Dstny \| + 3 min 14 s \| \| 8e \| Mattias Skjelmose \| Danemark \| Trek-Segafredo \| + 3 min 14 s \| \| 9e \| Alexander Kamp \| Danemark \| Tudor Pro Cycling Team \| + 3 min 14 s \| \| 10e \| Axel Zingle \| France \| Cofidis \| + 3 min 14 s \| |                   |             |                        |                 |
| |                   |             |                        |                 |
| Source : ProCyclingStats |                   |             |                        |                 |
| Classement général |                   |             |                        |                 |
| Coureur | Coureur           | Pays        | Équipe                 | Temps           |
| 1er | Tadej Pogačar     | Slovénie    | UAE Team Emirates      | 6 h 02 min 02 s |
| 2e | Ben Healy         | Irlande     | EF Education-EasyPost  | + 38 s          |
| 3e | Tom Pidcock       | Royaume-Uni | Ineos Grenadiers       | + 2 min 14 s    |
| 4e | Andreas Kron      | Danemark    | Lotto Dstny            | + 2 min 14 s    |
| 5e | Alexey Lutsenko   | Kazakhstan  | Astana Qazaqstan Team  | + 2 min 14 s    |
| 6e | Andrea Bagioli    | Italie      | Soudal Quick-Step      | + 3 min 14 s    |
| 7e | Maxim Van Gils    | Belgique    | Lotto Dstny            | + 3 min 14 s    |
| 8e | Mattias Skjelmose | Danemark    | Trek-Segafredo         | + 3 min 14 s    |
| 9e | Alexander Kamp    | Danemark    | Tudor Pro Cycling Team | + 3 min 14 s    |
| 10e | Axel Zingle       | France      | Cofidis                | + 3 min 14 s    |

### Classements UCI
La course attribue des points au classement mondial UCI 2023 selon le barème suivant :
| Position           | 1er | 2e  | 3e  | 4e  | 5e  | 6e  | 7e  | 8e  | 9e  | 10e | 11e | 12e | 13e | 14e | 15e | 16e à 20e | 21e à 30e | 31e à 50e | 51e à 55e | 56e à 60e |
| Classement général | 500 | 400 | 325 | 275 | 225 | 175 | 150 | 125 | 100 | 85  | 70  | 60  | 50  | 40  | 35  | 30        | 20        | 10        | 5         | 3         |

## Liste des participants
| Légende | Légende                                                                    | Légende | Légende                                                    |
| ------- | -------------------------------------------------------------------------- | ------- | ---------------------------------------------------------- |
| Num     | Dossard de départ porté par le coureur sur cette Amstel Gold Race          | Pos     | Position à l'arrivée de la course                          |
|         | Indique un maillot de champion national ou mondial, suivi de sa spécialité | NP      | Indique un coureur qui n'a pas pris le départ de la course |
| AB      | Indique un coureur qui n'a pas terminé la course                           | HD      | Indique un coureur qui a terminé la course hors des délais |
| DSQ     | Indique un coureur qui a été disqualifié de la course                      |         |                                                            |

| Ineos Grenadiers IGD | Ineos Grenadiers IGD     | Ineos Grenadiers IGD |
| -------------------- | ------------------------ | -------------------- |
| Num                  | Coureur                  | Pos                  |
| 1                    | Michał Kwiatkowski (POL) | 72e                  |
| 2                    | Tom Pidcock (GBR)        | 3e                   |
| 3                    | Brandon Rivera (COL)     | AB                   |
| 4                    | Kim Heiduk (GER)         | 69e                  |
| 5                    | Connor Swift (GBR)       | 67e                  |
| 6                    | Magnus Sheffield (USA)   | 46e                  |
| 7                    | Joshua Tarling (GBR)     | AB                   |

| AG2R Citroën Team ACT | AG2R Citroën Team ACT     | AG2R Citroën Team ACT |
| --------------------- | ------------------------- | --------------------- |
| Num                   | Coureur                   | Pos                   |
| 11                    | Benoît Cosnefroy (FRA)    | 21e                   |
| 12                    | Michael Schär (SUI)       | AB                    |
| 13                    | Mikaël Cherel (FRA)       | AB                    |
| 14                    | Valentin Retailleau (FRA) | AB                    |
| 15                    | Stan Dewulf (BEL)         | AB                    |
| 16                    | Dorian Godon (FRA)        | AB                    |
| 17                    | Greg Van Avermaet (BEL)   | 26e                   |

| Jumbo-Visma TJV | Jumbo-Visma TJV             | Jumbo-Visma TJV |
| --------------- | --------------------------- | --------------- |
| Num             | Coureur                     | Pos             |
| 21              | Tiesj Benoot (BEL)          | 15e             |
| 22              | Lennard Hofstede (NED)      | AB              |
| 23              | Gijs Leemreize (NED)        | AB              |
| 24              | Sam Oomen (NED)             | 48e             |
| 25              | Attila Valter (HUN) (route) | 30e             |
| 26              | Tosh Van der Sande (BEL)    | AB              |
| 27              | Jos van Emden (NED)         | AB              |

| Alpecin-Deceuninck ADC | Alpecin-Deceuninck ADC      | Alpecin-Deceuninck ADC |
| ---------------------- | --------------------------- | ---------------------- |
| Num                    | Coureur                     | Pos                    |
| 31                     | Søren Kragh Andersen (DEN)  | 40e                    |
| 32                     | Fabio Van den Bossche (BEL) | AB                     |
| 33                     | Xandro Meurisse (BEL)       | AB                     |
| 34                     | Robert Stannard (AUS)       | 74e                    |
| 35                     | Jimmy Janssens (BEL)        | AB                     |
| 36                     | Tobias Bayer (AUT)          | AB                     |
| 37                     | Gianni Vermeersch (BEL)     | 14e                    |

| Bora-Hansgrohe BOH | Bora-Hansgrohe BOH        | Bora-Hansgrohe BOH |
| ------------------ | ------------------------- | ------------------ |
| Num                | Coureur                   | Pos                |
| 41                 | Jai Hindley (AUS)         | 12e                |
| 42                 | Patrick Gamper (AUT)      | AB                 |
| 43                 | Sergio Higuita (COL)      | AB                 |
| 44                 | Nils Politt (GER) (route) | AB                 |
| 45                 | Luis-Joe Lührs (GER)      | AB                 |
| 46                 | Giovanni Aleotti (ITA)    | 51e                |
| 47                 | Ide Schelling (NED)       | 53e                |

| UAE Team Emirates UAD | UAE Team Emirates UAD             | UAE Team Emirates UAD |
| --------------------- | --------------------------------- | --------------------- |
| Num                   | Coureur                           | Pos                   |
| 51                    | Tadej Pogačar (SLO)               | 1er                   |
| 52                    | Sjoerd Bax (NED)                  | AB                    |
| 53                    | Felix Großschartner (AUT) (route) | AB                    |
| 54                    | Marc Hirschi (SUI)                | 36e                   |
| 55                    | Rui Oliveira (POR)                | AB                    |
| 56                    | Ryan Gibbons (RSA)                | AB                    |
| 57                    | Matteo Trentin (ITA)              | 52e                   |

| Intermarché-Circus-Wanty ICW | Intermarché-Circus-Wanty ICW | Intermarché-Circus-Wanty ICW |
| ---------------------------- | ---------------------------- | ---------------------------- |
| Num                          | Coureur                      | Pos                          |
| 61                           | Loïc Vliegen (BEL)           | AB                           |
| 62                           | Lilian Calmejane (FRA)       | AB                           |
| 63                           | Rui Costa (POR)              | 32e                          |
| 64                           | Dries De Pooter (BEL)        | AB                           |
| 65                           | Lorenzo Rota (ITA)           | 61e                          |
| 66                           | Dion Smith (NZL)             | 50e                          |
| 67                           | Georg Zimmermann (GER)       | 49e                          |

| EF Education-EasyPost EFE | EF Education-EasyPost EFE | EF Education-EasyPost EFE |
| ------------------------- | ------------------------- | ------------------------- |
| Num                       | Coureur                   | Pos                       |
| 71                        | Ben Healy (IRL)           | 2e                        |
| 72                        | Mikkel Honoré (DEN)       | AB                        |
| 73                        | Andrea Piccolo (ITA)      | 66e                       |
| 74                        | Neilson Powless (USA)     | AB                        |
| 75                        | Sean Quinn (USA)          | AB                        |
| 76                        | James Shaw (GBR)          | 70e                       |
| 77                        | Julius van den Berg (NED) | AB                        |

| Soudal Quick-Step SOQ | Soudal Quick-Step SOQ | Soudal Quick-Step SOQ |
| --------------------- | --------------------- | --------------------- |
| Num                   | Coureur               | Pos                   |
| 81                    | Rémi Cavagna (FRA)    | 23e                   |
| 82                    | Dries Devenyns (BEL)  | AB                    |
| 83                    | Jannik Steimle (GER)  | AB                    |
| 84                    | Mauro Schmid (SUI)    | 37e                   |
| 85                    | Martin Svrček (SVK)   | AB                    |
| 86                    | Stan Van Tricht (BEL) | 25e                   |
| 87                    | Andrea Bagioli (ITA)  | 6e                    |

| Trek-Segafredo TFS | Trek-Segafredo TFS      | Trek-Segafredo TFS |
| ------------------ | ----------------------- | ------------------ |
| Num                | Coureur                 | Pos                |
| 91                 | Bauke Mollema (NED)     | 29e                |
| 92                 | Toms Skujiņš (LAT)      | 28e                |
| 93                 | Quinn Simmons (USA)     | AB                 |
| 94                 | Otto Vergaerde (BEL)    | AB                 |
| 95                 | Mattias Skjelmose (DEN) | 8e                 |
| 96                 | Markus Hoelgaard (NOR)  | AB                 |
| 97                 | Mathias Vacek (CZE)     | AB                 |

| Groupama-FDJ GFC | Groupama-FDJ GFC        | Groupama-FDJ GFC |
| ---------------- | ----------------------- | ---------------- |
| Num              | Coureur                 | Pos              |
| 101              | David Gaudu (FRA)       | AB               |
| 102              | Lars van den Berg (NED) | 65e              |
| 103              | Valentin Madouas (FRA)  | 11e              |
| 104              | Kevin Geniets (LUX)     | 16e              |
| 105              | Romain Grégoire (FRA)   | AB               |
| 106              | Quentin Pacher (FRA)    | AB               |
| 107              | Rudy Molard (FRA)       | 62e              |

| Bahrain Victorious TBV | Bahrain Victorious TBV | Bahrain Victorious TBV |
| ---------------------- | ---------------------- | ---------------------- |
| Num                    | Coureur                | Pos                    |
| 111                    | Matej Mohorič (SLO)    | 33e                    |
| 112                    | Filip Maciejuk (POL)   | AB                     |
| 113                    | Jonathan Milan (ITA)   | AB                     |
| 114                    | Matevž Govekar (SLO)   | AB                     |
| 115                    | Fran Miholjević (CRO)  | AB                     |
| 116                    | Nikias Arndt (GER)     | 57e                    |
| 117                    | Wout Poels (NED)       | 22e                    |

| Team DSM DSM | Team DSM DSM          | Team DSM DSM |
| ------------ | --------------------- | ------------ |
| Num          | Coureur               | Pos          |
| 121          | Martijn Tusveld (NED) | AB           |
| 122          | Oscar Onley (GBR)     | AB           |
| 123          | Romain Combaud (FRA)  | AB           |
| 124          | Sean Flynn (GBR)      | AB           |
| 125          | Leon Heinschke (GER)  | AB           |
| 126          | Matthew Dinham (AUS)  | 27e          |
| 127          | Kevin Vermaerke (USA) | 44e          |

| Cofidis COF | Cofidis COF               | Cofidis COF |
| ----------- | ------------------------- | ----------- |
| Num         | Coureur                   | Pos         |
| 131         | Bryan Coquard (FRA)       | 55e         |
| 132         | Alexandre Delettre (FRA)  | AB          |
| 133         | Axel Zingle (FRA)         | 10e         |
| 134         | Jonathan Lastra (ESP)     | AB          |
| 135         | Pierre-Luc Périchon (FRA) | AB          |
| 136         | Jelle Wallays (BEL)       | AB          |
| 137         | André Carvalho (POR)      | AB          |

| Movistar Team MOV | Movistar Team MOV        | Movistar Team MOV |
| ----------------- | ------------------------ | ----------------- |
| Num               | Coureur                  | Pos               |
| 141               | Ruben Guerreiro (POR)    | 39e               |
| 142               | Alex Aranburu (ESP)      | 31e               |
| 143               | Jorge Arcas (ESP)        | AB                |
| 144               | Gorka Izagirre (ESP)     | AB                |
| 145               | Johan Jacobs (SUI)       | AB                |
| 146               | Gonzalo Serrano (ESP)    | 41e               |
| 147               | José Joaquín Rojas (ESP) | 64e               |

| Astana Qazaqstan Team AST | Astana Qazaqstan Team AST | Astana Qazaqstan Team AST |
| ------------------------- | ------------------------- | ------------------------- |
| Num                       | Coureur                   | Pos                       |
| 151                       | Alexey Lutsenko (KAZ)     | 5e                        |
| 152                       | Christian Scaroni (ITA)   | AB                        |
| 153                       | David de la Cruz (ESP)    | 34e                       |
| 154                       | Simone Velasco (ITA)      | 17e                       |
| 155                       | Samuele Battistella (ITA) | 54e                       |
| 156                       | Andrey Zeits (KAZ)        | NP                        |
| 157                       | Gianni Moscon (ITA)       | AB                        |

| Team Jayco AlUla JAY | Team Jayco AlUla JAY          | Team Jayco AlUla JAY |
| -------------------- | ----------------------------- | -------------------- |
| Num                  | Coureur                       | Pos                  |
| 161                  | Luke Durbridge (AUS)          | AB                   |
| 162                  | Jan Maas (NED)                | AB                   |
| 163                  | Lawson Craddock (USA)         | AB                   |
| 164                  | Alexandre Balmer (SUI)        | AB                   |
| 165                  | Christopher Juul Jensen (DEN) | 75e                  |
| 166                  | Matteo Sobrero (ITA)          | 38e                  |
| 167                  | Zdeněk Štybar (CZE)           | AB                   |

| Arkéa-Samsic ARK | Arkéa-Samsic ARK          | Arkéa-Samsic ARK |
| ---------------- | ------------------------- | ---------------- |
| Num              | Coureur                   | Pos              |
| 171              | Warren Barguil (FRA)      | 35e              |
| 172              | Louis Barré (FRA)         | 47e              |
| 173              | Clément Champoussin (FRA) | AB               |
| 174              | Anthony Delaplace (FRA)   | AB               |
| 175              | Simon Guglielmi (FRA)     | 77e              |
| 176              | Łukasz Owsian (POL)       | 73e              |
| 177              | Mathis Le Berre (FRA)     | AB               |

| Lotto Dstny LTD | Lotto Dstny LTD                | Lotto Dstny LTD |
| --------------- | ------------------------------ | --------------- |
| Num             | Coureur                        | Pos             |
| 181             | Pascal Eenkhoorn (NED) (route) | 18e             |
| 182             | Arjen Livyns (BEL)             | 71e             |
| 183             | Harry Sweeny (AUS)             | AB              |
| 184             | Jarrad Drizners (AUS)          | AB              |
| 185             | Andreas Kron (DEN)             | 4e              |
| 186             | Maxim Van Gils (BEL)           | 7e              |
| 187             | Rüdiger Selig (GER)            | AB              |

| TotalEnergies TEN | TotalEnergies TEN        | TotalEnergies TEN |
| ----------------- | ------------------------ | ----------------- |
| Num               | Coureur                  | Pos               |
| 191               | Fabien Grellier (FRA)    | AB                |
| 192               | Mattéo Vercher (FRA)     | AB                |
| 193               | Valentin Ferron (FRA)    | 13e               |
| 194               | Dries Van Gestel (BEL)   | AB                |
| 195               | Mathieu Burgaudeau (FRA) | 19e               |
| 196               | Sandy Dujardin (FRA)     | 24e               |
| 197               | Thomas Bonnet (FRA)      | AB                |

| Team Flanders-Baloise TFB | Team Flanders-Baloise TFB | Team Flanders-Baloise TFB |
| ------------------------- | ------------------------- | ------------------------- |
| Num                       | Coureur                   | Pos                       |
| 201                       | Jenno Berckmoes (BEL)     | 59e                       |
| 202                       | Kamiel Bonneu (BEL)       | 43e                       |
| 203                       | Vito Braet (BEL)          | AB                        |
| 204                       | Alex Colman (BEL)         | AB                        |
| 205                       | Sander De Pestel (BEL)    | AB                        |
| 206                       | Elias Maris (BEL)         | 60e                       |
| 207                       | Ward Vanhoof (BEL)        | AB                        |

| Q36.5 Pro Cycling Team Q36 | Q36.5 Pro Cycling Team Q36 | Q36.5 Pro Cycling Team Q36 |
| -------------------------- | -------------------------- | -------------------------- |
| Num                        | Coureur                    | Pos                        |
| 211                        | Tom Devriendt (BEL)        | AB                         |
| 212                        | Walter Calzoni (ITA)       | AB                         |
| 213                        | Tobias Ludvigsson (SWE)    | AB                         |
| 214                        | Alessandro Fedeli (ITA)    | AB                         |
| 215                        | Cyrus Monk (AUS)           | 58e                        |
| 216                        | Kamil Małecki (POL)        | AB                         |
| 217                        | Nicolò Parisini (ITA)      | AB                         |

| Uno-X Pro Cycling Team UXT | Uno-X Pro Cycling Team UXT   | Uno-X Pro Cycling Team UXT |
| -------------------------- | ---------------------------- | -------------------------- |
| Num                        | Coureur                      | Pos                        |
| 221                        | Fredrik Dversnes (NOR)       | 56e                        |
| 222                        | Martin Bugge Urianstad (NOR) | AB                         |
| 223                        | Anthon Charmig (DEN)         | AB                         |
| 224                        | Anders Johannessen (NOR)     | AB                         |
| 225                        | Tobias Johannessen (NOR)     | 76e                        |
| 226                        | Jacob Hindsgaul (DEN)        | AB                         |
| 227                        | Jonas Gregaard Wilsly (DEN)  | AB                         |

| Israel-Premier Tech IPT | Israel-Premier Tech IPT | Israel-Premier Tech IPT |
| ----------------------- | ----------------------- | ----------------------- |
| Num                     | Coureur                 | Pos                     |
| 231                     | Michael Woods (CAN)     | AB                      |
| 232                     | Simon Clarke (AUS)      | 20e                     |
| 233                     | Hugo Houle (CAN)        | 68e                     |
| 234                     | Nick Schultz (AUS)      | AB                      |
| 235                     | Corbin Strong (NZL)     | AB                      |
| 236                     | Guillaume Boivin (CAN)  | AB                      |
| 237                     | Daryl Impey (RSA)       | AB                      |

| Tudor Pro Cycling Team TUD | Tudor Pro Cycling Team TUD   | Tudor Pro Cycling Team TUD |
| -------------------------- | ---------------------------- | -------------------------- |
| Num                        | Coureur                      | Pos                        |
| 241                        | Alexander Kamp (DEN) (route) | 9e                         |
| 242                        | Jacob Eriksson (SWE)         | AB                         |
| 243                        | Aloïs Charrin (FRA)          | AB                         |
| 244                        | Nils Brun (SUI)              | 63e                        |
| 245                        | Arthur Kluckers (LUX)        | 42e                        |
| 246                        | Miká Heming (GER)            | AB                         |
| 247                        | Lucas Eriksson (SWE) (route) | 45e                        |

| Ineos Grenadiers IGD | Ineos Grenadiers IGD     | Ineos Grenadiers IGD |
| -------------------- | ------------------------ | -------------------- |
| Num                  | Coureur                  | Pos                  |
| 1                    | Michał Kwiatkowski (POL) | 72e                  |
| 2                    | Tom Pidcock (GBR)        | 3e                   |
| 3                    | Brandon Rivera (COL)     | AB                   |
| 4                    | Kim Heiduk (GER)         | 69e                  |
| 5                    | Connor Swift (GBR)       | 67e                  |
| 6                    | Magnus Sheffield (USA)   | 46e                  |
| 7                    | Joshua Tarling (GBR)     | AB                   |

| AG2R Citroën Team ACT | AG2R Citroën Team ACT     | AG2R Citroën Team ACT |
| --------------------- | ------------------------- | --------------------- |
| Num                   | Coureur                   | Pos                   |
| 11                    | Benoît Cosnefroy (FRA)    | 21e                   |
| 12                    | Michael Schär (SUI)       | AB                    |
| 13                    | Mikaël Cherel (FRA)       | AB                    |
| 14                    | Valentin Retailleau (FRA) | AB                    |
| 15                    | Stan Dewulf (BEL)         | AB                    |
| 16                    | Dorian Godon (FRA)        | AB                    |
| 17                    | Greg Van Avermaet (BEL)   | 26e                   |

| Jumbo-Visma TJV | Jumbo-Visma TJV             | Jumbo-Visma TJV |
| --------------- | --------------------------- | --------------- |
| Num             | Coureur                     | Pos             |
| 21              | Tiesj Benoot (BEL)          | 15e             |
| 22              | Lennard Hofstede (NED)      | AB              |
| 23              | Gijs Leemreize (NED)        | AB              |
| 24              | Sam Oomen (NED)             | 48e             |
| 25              | Attila Valter (HUN) (route) | 30e             |
| 26              | Tosh Van der Sande (BEL)    | AB              |
| 27              | Jos van Emden (NED)         | AB              |

| Alpecin-Deceuninck ADC | Alpecin-Deceuninck ADC      | Alpecin-Deceuninck ADC |
| ---------------------- | --------------------------- | ---------------------- |
| Num                    | Coureur                     | Pos                    |
| 31                     | Søren Kragh Andersen (DEN)  | 40e                    |
| 32                     | Fabio Van den Bossche (BEL) | AB                     |
| 33                     | Xandro Meurisse (BEL)       | AB                     |
| 34                     | Robert Stannard (AUS)       | 74e                    |
| 35                     | Jimmy Janssens (BEL)        | AB                     |
| 36                     | Tobias Bayer (AUT)          | AB                     |
| 37                     | Gianni Vermeersch (BEL)     | 14e                    |

| Bora-Hansgrohe BOH | Bora-Hansgrohe BOH        | Bora-Hansgrohe BOH |
| ------------------ | ------------------------- | ------------------ |
| Num                | Coureur                   | Pos                |
| 41                 | Jai Hindley (AUS)         | 12e                |
| 42                 | Patrick Gamper (AUT)      | AB                 |
| 43                 | Sergio Higuita (COL)      | AB                 |
| 44                 | Nils Politt (GER) (route) | AB                 |
| 45                 | Luis-Joe Lührs (GER)      | AB                 |
| 46                 | Giovanni Aleotti (ITA)    | 51e                |
| 47                 | Ide Schelling (NED)       | 53e                |

| UAE Team Emirates UAD | UAE Team Emirates UAD             | UAE Team Emirates UAD |
| --------------------- | --------------------------------- | --------------------- |
| Num                   | Coureur                           | Pos                   |
| 51                    | Tadej Pogačar (SLO)               | 1er                   |
| 52                    | Sjoerd Bax (NED)                  | AB                    |
| 53                    | Felix Großschartner (AUT) (route) | AB                    |
| 54                    | Marc Hirschi (SUI)                | 36e                   |
| 55                    | Rui Oliveira (POR)                | AB                    |
| 56                    | Ryan Gibbons (RSA)                | AB                    |
| 57                    | Matteo Trentin (ITA)              | 52e                   |

| Intermarché-Circus-Wanty ICW | Intermarché-Circus-Wanty ICW | Intermarché-Circus-Wanty ICW |
| ---------------------------- | ---------------------------- | ---------------------------- |
| Num                          | Coureur                      | Pos                          |
| 61                           | Loïc Vliegen (BEL)           | AB                           |
| 62                           | Lilian Calmejane (FRA)       | AB                           |
| 63                           | Rui Costa (POR)              | 32e                          |
| 64                           | Dries De Pooter (BEL)        | AB                           |
| 65                           | Lorenzo Rota (ITA)           | 61e                          |
| 66                           | Dion Smith (NZL)             | 50e                          |
| 67                           | Georg Zimmermann (GER)       | 49e                          |

| EF Education-EasyPost EFE | EF Education-EasyPost EFE | EF Education-EasyPost EFE |
| ------------------------- | ------------------------- | ------------------------- |
| Num                       | Coureur                   | Pos                       |
| 71                        | Ben Healy (IRL)           | 2e                        |
| 72                        | Mikkel Honoré (DEN)       | AB                        |
| 73                        | Andrea Piccolo (ITA)      | 66e                       |
| 74                        | Neilson Powless (USA)     | AB                        |
| 75                        | Sean Quinn (USA)          | AB                        |
| 76                        | James Shaw (GBR)          | 70e                       |
| 77                        | Julius van den Berg (NED) | AB                        |

| Soudal Quick-Step SOQ | Soudal Quick-Step SOQ | Soudal Quick-Step SOQ |
| --------------------- | --------------------- | --------------------- |
| Num                   | Coureur               | Pos                   |
| 81                    | Rémi Cavagna (FRA)    | 23e                   |
| 82                    | Dries Devenyns (BEL)  | AB                    |
| 83                    | Jannik Steimle (GER)  | AB                    |
| 84                    | Mauro Schmid (SUI)    | 37e                   |
| 85                    | Martin Svrček (SVK)   | AB                    |
| 86                    | Stan Van Tricht (BEL) | 25e                   |
| 87                    | Andrea Bagioli (ITA)  | 6e                    |

| Trek-Segafredo TFS | Trek-Segafredo TFS      | Trek-Segafredo TFS |
| ------------------ | ----------------------- | ------------------ |
| Num                | Coureur                 | Pos                |
| 91                 | Bauke Mollema (NED)     | 29e                |
| 92                 | Toms Skujiņš (LAT)      | 28e                |
| 93                 | Quinn Simmons (USA)     | AB                 |
| 94                 | Otto Vergaerde (BEL)    | AB                 |
| 95                 | Mattias Skjelmose (DEN) | 8e                 |
| 96                 | Markus Hoelgaard (NOR)  | AB                 |
| 97                 | Mathias Vacek (CZE)     | AB                 |

| Groupama-FDJ GFC | Groupama-FDJ GFC        | Groupama-FDJ GFC |
| ---------------- | ----------------------- | ---------------- |
| Num              | Coureur                 | Pos              |
| 101              | David Gaudu (FRA)       | AB               |
| 102              | Lars van den Berg (NED) | 65e              |
| 103              | Valentin Madouas (FRA)  | 11e              |
| 104              | Kevin Geniets (LUX)     | 16e              |
| 105              | Romain Grégoire (FRA)   | AB               |
| 106              | Quentin Pacher (FRA)    | AB               |
| 107              | Rudy Molard (FRA)       | 62e              |

| Bahrain Victorious TBV | Bahrain Victorious TBV | Bahrain Victorious TBV |
| ---------------------- | ---------------------- | ---------------------- |
| Num                    | Coureur                | Pos                    |
| 111                    | Matej Mohorič (SLO)    | 33e                    |
| 112                    | Filip Maciejuk (POL)   | AB                     |
| 113                    | Jonathan Milan (ITA)   | AB                     |
| 114                    | Matevž Govekar (SLO)   | AB                     |
| 115                    | Fran Miholjević (CRO)  | AB                     |
| 116                    | Nikias Arndt (GER)     | 57e                    |
| 117                    | Wout Poels (NED)       | 22e                    |

| Team DSM DSM | Team DSM DSM          | Team DSM DSM |
| ------------ | --------------------- | ------------ |
| Num          | Coureur               | Pos          |
| 121          | Martijn Tusveld (NED) | AB           |
| 122          | Oscar Onley (GBR)     | AB           |
| 123          | Romain Combaud (FRA)  | AB           |
| 124          | Sean Flynn (GBR)      | AB           |
| 125          | Leon Heinschke (GER)  | AB           |
| 126          | Matthew Dinham (AUS)  | 27e          |
| 127          | Kevin Vermaerke (USA) | 44e          |

| Cofidis COF | Cofidis COF               | Cofidis COF |
| ----------- | ------------------------- | ----------- |
| Num         | Coureur                   | Pos         |
| 131         | Bryan Coquard (FRA)       | 55e         |
| 132         | Alexandre Delettre (FRA)  | AB          |
| 133         | Axel Zingle (FRA)         | 10e         |
| 134         | Jonathan Lastra (ESP)     | AB          |
| 135         | Pierre-Luc Périchon (FRA) | AB          |
| 136         | Jelle Wallays (BEL)       | AB          |
| 137         | André Carvalho (POR)      | AB          |

| Movistar Team MOV | Movistar Team MOV        | Movistar Team MOV |
| ----------------- | ------------------------ | ----------------- |
| Num               | Coureur                  | Pos               |
| 141               | Ruben Guerreiro (POR)    | 39e               |
| 142               | Alex Aranburu (ESP)      | 31e               |
| 143               | Jorge Arcas (ESP)        | AB                |
| 144               | Gorka Izagirre (ESP)     | AB                |
| 145               | Johan Jacobs (SUI)       | AB                |
| 146               | Gonzalo Serrano (ESP)    | 41e               |
| 147               | José Joaquín Rojas (ESP) | 64e               |

| Astana Qazaqstan Team AST | Astana Qazaqstan Team AST | Astana Qazaqstan Team AST |
| ------------------------- | ------------------------- | ------------------------- |
| Num                       | Coureur                   | Pos                       |
| 151                       | Alexey Lutsenko (KAZ)     | 5e                        |
| 152                       | Christian Scaroni (ITA)   | AB                        |
| 153                       | David de la Cruz (ESP)    | 34e                       |
| 154                       | Simone Velasco (ITA)      | 17e                       |
| 155                       | Samuele Battistella (ITA) | 54e                       |
| 156                       | Andrey Zeits (KAZ)        | NP                        |
| 157                       | Gianni Moscon (ITA)       | AB                        |

| Team Jayco AlUla JAY | Team Jayco AlUla JAY          | Team Jayco AlUla JAY |
| -------------------- | ----------------------------- | -------------------- |
| Num                  | Coureur                       | Pos                  |
| 161                  | Luke Durbridge (AUS)          | AB                   |
| 162                  | Jan Maas (NED)                | AB                   |
| 163                  | Lawson Craddock (USA)         | AB                   |
| 164                  | Alexandre Balmer (SUI)        | AB                   |
| 165                  | Christopher Juul Jensen (DEN) | 75e                  |
| 166                  | Matteo Sobrero (ITA)          | 38e                  |
| 167                  | Zdeněk Štybar (CZE)           | AB                   |

| Arkéa-Samsic ARK | Arkéa-Samsic ARK          | Arkéa-Samsic ARK |
| ---------------- | ------------------------- | ---------------- |
| Num              | Coureur                   | Pos              |
| 171              | Warren Barguil (FRA)      | 35e              |
| 172              | Louis Barré (FRA)         | 47e              |
| 173              | Clément Champoussin (FRA) | AB               |
| 174              | Anthony Delaplace (FRA)   | AB               |
| 175              | Simon Guglielmi (FRA)     | 77e              |
| 176              | Łukasz Owsian (POL)       | 73e              |
| 177              | Mathis Le Berre (FRA)     | AB               |

| Lotto Dstny LTD | Lotto Dstny LTD                | Lotto Dstny LTD |
| --------------- | ------------------------------ | --------------- |
| Num             | Coureur                        | Pos             |
| 181             | Pascal Eenkhoorn (NED) (route) | 18e             |
| 182             | Arjen Livyns (BEL)             | 71e             |
| 183             | Harry Sweeny (AUS)             | AB              |
| 184             | Jarrad Drizners (AUS)          | AB              |
| 185             | Andreas Kron (DEN)             | 4e              |
| 186             | Maxim Van Gils (BEL)           | 7e              |
| 187             | Rüdiger Selig (GER)            | AB              |

| TotalEnergies TEN | TotalEnergies TEN        | TotalEnergies TEN |
| ----------------- | ------------------------ | ----------------- |
| Num               | Coureur                  | Pos               |
| 191               | Fabien Grellier (FRA)    | AB                |
| 192               | Mattéo Vercher (FRA)     | AB                |
| 193               | Valentin Ferron (FRA)    | 13e               |
| 194               | Dries Van Gestel (BEL)   | AB                |
| 195               | Mathieu Burgaudeau (FRA) | 19e               |
| 196               | Sandy Dujardin (FRA)     | 24e               |
| 197               | Thomas Bonnet (FRA)      | AB                |

| Team Flanders-Baloise TFB | Team Flanders-Baloise TFB | Team Flanders-Baloise TFB |
| ------------------------- | ------------------------- | ------------------------- |
| Num                       | Coureur                   | Pos                       |
| 201                       | Jenno Berckmoes (BEL)     | 59e                       |
| 202                       | Kamiel Bonneu (BEL)       | 43e                       |
| 203                       | Vito Braet (BEL)          | AB                        |
| 204                       | Alex Colman (BEL)         | AB                        |
| 205                       | Sander De Pestel (BEL)    | AB                        |
| 206                       | Elias Maris (BEL)         | 60e                       |
| 207                       | Ward Vanhoof (BEL)        | AB                        |

| Q36.5 Pro Cycling Team Q36 | Q36.5 Pro Cycling Team Q36 | Q36.5 Pro Cycling Team Q36 |
| -------------------------- | -------------------------- | -------------------------- |
| Num                        | Coureur                    | Pos                        |
| 211                        | Tom Devriendt (BEL)        | AB                         |
| 212                        | Walter Calzoni (ITA)       | AB                         |
| 213                        | Tobias Ludvigsson (SWE)    | AB                         |
| 214                        | Alessandro Fedeli (ITA)    | AB                         |
| 215                        | Cyrus Monk (AUS)           | 58e                        |
| 216                        | Kamil Małecki (POL)        | AB                         |
| 217                        | Nicolò Parisini (ITA)      | AB                         |

| Uno-X Pro Cycling Team UXT | Uno-X Pro Cycling Team UXT   | Uno-X Pro Cycling Team UXT |
| -------------------------- | ---------------------------- | -------------------------- |
| Num                        | Coureur                      | Pos                        |
| 221                        | Fredrik Dversnes (NOR)       | 56e                        |
| 222                        | Martin Bugge Urianstad (NOR) | AB                         |
| 223                        | Anthon Charmig (DEN)         | AB                         |
| 224                        | Anders Johannessen (NOR)     | AB                         |
| 225                        | Tobias Johannessen (NOR)     | 76e                        |
| 226                        | Jacob Hindsgaul (DEN)        | AB                         |
| 227                        | Jonas Gregaard Wilsly (DEN)  | AB                         |

| Israel-Premier Tech IPT | Israel-Premier Tech IPT | Israel-Premier Tech IPT |
| ----------------------- | ----------------------- | ----------------------- |
| Num                     | Coureur                 | Pos                     |
| 231                     | Michael Woods (CAN)     | AB                      |
| 232                     | Simon Clarke (AUS)      | 20e                     |
| 233                     | Hugo Houle (CAN)        | 68e                     |
| 234                     | Nick Schultz (AUS)      | AB                      |
| 235                     | Corbin Strong (NZL)     | AB                      |
| 236                     | Guillaume Boivin (CAN)  | AB                      |
| 237                     | Daryl Impey (RSA)       | AB                      |

| Tudor Pro Cycling Team TUD | Tudor Pro Cycling Team TUD   | Tudor Pro Cycling Team TUD |
| -------------------------- | ---------------------------- | -------------------------- |
| Num                        | Coureur                      | Pos                        |
| 241                        | Alexander Kamp (DEN) (route) | 9e                         |
| 242                        | Jacob Eriksson (SWE)         | AB                         |
| 243                        | Aloïs Charrin (FRA)          | AB                         |
| 244                        | Nils Brun (SUI)              | 63e                        |
| 245                        | Arthur Kluckers (LUX)        | 42e                        |
| 246                        | Miká Heming (GER)            | AB                         |
| 247                        | Lucas Eriksson (SWE) (route) | 45e                        |